# Hymenocotta mulli
Hymenocotta mulli är en plattmaskart. Hymenocotta mulli ingår i släktet Hymenocotta och familjen Haplosplanchnidae. Inga underarter finns listade i Catalogue of Life.